# Муанду
Муанду́ (фр. Moindou, харачии Mwâârhûû) — коммуна и населённый пункт в Южной провинции Новой Каледонии.

## География
Центр коммуны — поселение Муанду — расположено на левом берегу одноимённой реки в 4 километрах от её устья и юго-западного побережья острова Гранд-Тер. Расстояние до столицы территории Нумеа составляет около 103 километров по прямой.

## Население
В 2019 году на территории коммуны Пуандимье проживал 681 человек. Большую часть населения составляют коренные жители Новой Каледонии — представители канакских племён момеа и табль-энио (келе). Коммуна относится к традиционной территории Харачии, где помимо французского используется язык харачии.
Этнический состав
| Этничность           | Процент |
| -------------------- | ------- |
| Канаки               | 53,7%   |
| Европейцы            | 24,4%   |
| Метисы               | 7%      |
| Азиаты               | 1,1%    |
| Таитяне              | 1%      |
| Уоллисцы и футунанцы | 0,9%    |
| Ни-вануату           | 0,4%    |
| Другая               | 11,2%   |
| Не указана           | 0,3%    |
| Всего                | 100%    |